# Johnson Lane (Nevada)
Johnson Lane (in.:«Pasaje Juanes») Es una comunidad rural designada por el censo, sin incorporación en el condado de Douglas en el estado de Nevada en los Estados Unidos. Está situada en el lado del sur de la capital Carson City, en el área metropolitana de Reno. La población era de 4.837 habitantes según el censo del año 2000.

## Geografía
Johnson Lane se ubica en 39°2′15″N 119°43′48″O / 39.03750, -119.73000.
Por los datos de la Oficina del Censo de los Estados Unidos Johnson Lane tiene un área de 
21,4 millas cuadradas (55,4 km²), de lo que 21,4 millas cuadradas (55,4 km²) son tierra y 0,04 millas cuadradas (0,1 km², un 0,09%) son agua.

## Demográficas
Por los datos del censo del 2.000 hubo 4837 personas, 1786 hogares y 1496 familias residentes en la comunidad. La densidad de la población era de 226,2 personas por milla cuadrada (87,4 hab./km²). Había 1829 unidades de vivienda con una densidad promedia de 85,5/mi (33,0/km²).
La diversidad racial de la comunidad era según este censo de 95,29% blancos, 0,12% afroamericanos, 0,76% indígenas, 0,91% asiáticos, 0,08% isleños pacíficos, 0,64% de otras razas y 2,19% de dos o múltiples razas. Hispano o latino de cualquier raza 4,38%.
Hubo 1.786 hogares de los cuales 33,5% tenían niños menores de 18 años viviendo con ellos, 75,1% eran matrimonios viviendo juntos, 5,3% tenían un líder del hogar femenino sin esposo presente y 16,2% no eran familias pero sí. 11,5% de los hogares estaban formados por individuos y el 3,1% tenían a una persona mayor de 65 años viviendo sola. El tamaño de hogar promedio era 2,71 y la familia promedia tenía 2,91 personas.
La población se distribuye con 24,5% menores de 18 años, 4,7% de 18 a 24 años, 25,6% de 25 a 44 años, 32.1% de 45 a 64 años y 13% eran 65 años o mayor de 65 años. La edad mediana era de 43 años. Por cada 100 mujeres había 99,7 hombres. Por cada 100 mujeres mayores de 18 años había 99,6 hombres.
El ingreso mediano (en dólares estadounidenses) para un hogar en la comunidad fue de $59 130 y el ingreso mediano para una familia fue de $60 918. Los hombres tenían un ingreso mediano de $46 329 frente a $29 907 sus compañeras femeninas. El ingreso renta para la comunidad fue de $24 247. Cerca del 4,3% de familias y el 6,1% de la población general vivía en pobreza incluyendo un 6,9% de jóvenes menores de 18 años y el 5,1% de los mayores de 65 años.